# اندیس مورعلی‌آباد
مورعلی آباد یک اندیس فلزی است که در حوالی شهر مشهد استان خراسان قرار دارد و مادهٔ معدنی موجود در آن، کرومیت است.  